# Ngoy Mbomboko
David Mbomboko Fiston Ngoy (ur. 21 maja 1977, zm. 4 czerwca 2024 w Lubumbashi) – piłkarz kongijski grający na pozycji pomocnika. Mierzył 177 cm wzrostu.

## Kariera klubowa
Karierę piłkarską Mbomboko rozpoczął w mieście Lubumbashi, w tamtejszym klubie TP Mazembe. W 1997 roku zadebiutował w jego barwach w pierwszej lidze Demokratycznej Republiki Konga. Pierwsze sukcesy w karierze osiągnął w 2000 roku, gdy wywalczył mistrzostwo kraju i zdobył Puchar Demokratycznej Republiki Konga. W 2001 roku obronił mistrzowski tytuł. W 2006 i 2007 roku po raz trzeci i czwarty został z Mazembe mistrzem ligi. W 2009 roku znów wywalczył tytuł mistrzowski oraz wygrał Afrykańską Ligę Mistrzów (1:2 i 1:0 w finale z Heartland FC).
W sezonie 2007/2008 Mbomboko był wypożyczony do azerskiego klubu FK Qəbələ. Rozegrał w jego barwach 11 meczów w lidze azerskiej i strzelił 4 gole.

## Kariera reprezentacyjna
W reprezentacji Demokratycznej Republiki Konga Mbomboko zadebiutował w 2004 roku. W tym samym roku został powołany do kadry narodowej Puchar Narodów Afryki 2004. Na tym turnieju rozegrał jedno spotkanie, z Tunezją (0:3).

## Śmierć
Zmarł 4 czerwca 2024 w wyniku poparzeń doznanych dzień wcześniej w pożarze baru położonego w dzielnicy Bel Air w Lubumbashi.